# Billy Ketkeophomphone
Billy Ketkeophomphone, né le 24 mars 1990 à Champigny-sur-Marne, est un footballeur professionnel laotien jouant à l'AS Blotzheim. Né en France, il joue au poste d'attaquant avec la sélection nationale du Laos depuis 2021.

## Biographie
Billy Ketkeophomphone est né en France de parents réfugiés politiques laotiens. Il a quatre enfants, Rose, Milan, Romi et Milo.
Sa femme Morgan Hertel a su être un soutien très fort pour lui.

## Carrière professionnelle

### Carrière en club

#### Racing Club de Strasbourg
Il commence le football de haut niveau lors de la saison 2007-2008 avec l'équipe réserve de Strasbourg qui évolue en CFA avec trois matchs. Lors de la saison suivante, il commence par se faire une place dans cette équipe en jouant dans quatorze matchs et en marquant six buts.
Ses bonnes performances avec l'équipe réserve lui ouvrent le chemin de l'équipe professionnelle. Il découvre la Ligue 2 le 1er décembre 2009 lors de la 16e journée contre le Sporting Club de Bastia (2-1) : il rentre à la mi-temps de la rencontre à la place de son partenaire David Ledy. Mais en 2010, Strasbourg termine 19e et est relégué en National la saison suivante.
En National, Ketkeophomphone est un titulaire en puissance avec vingt-neuf matchs et cinq buts. Cependant, malgré la quatrième place du club, celui-ci est placé en liquidation judiciaire et doit jouer en CFA 2.

#### FC Sion
À la suite de cette décision, il est transféré en Suisse à Sion et découvre un nouveau pays et un nouveau championnat. En Suisse, il joue peu, son club étant interdit de recrutement et se voyant retirer trente-six points. Billy fait en effet partie des six joueurs recrutés à tort par le FC Sion. Après six mois passés à Sion, Ketkeophomphone est ainsi laissé libre par le club suisse.

#### Tours FC
Il est recruté par Tours le 9 janvier 2011 alors que l'équipe évolue en Ligue 2. Après six mois passés sans jouer, il commence peu à peu à se faire place dans l'effectif tourangeau avec quatorze matchs et un but lors de la deuxième partie de saison.
Malgré quelques blessures qui l'éloignent des terrains, il enchaîne les matchs lors de la saison 2012-2013 avec le club de Tours.

#### Angers SCO
Il signe un contrat de deux ans le 15 juin 2015 avec Angers, promu en Ligue 1. En inscrivant le but de la victoire face à Bastia le 3 octobre 2015, il devient le premier joueur d'origine laotienne à marquer en Ligue 1. Pour sa première expérience à ce niveau, il réalise une saison pleine, apparaissant à 35 reprises pour 31 titularisations avec 5 buts et 8 passes décisives à son compteur.
Alors qu'il commence la saison 2016-2017 dans la peau d'un titulaire, il subit le 21 septembre 2016 une rupture des ligaments croisés face à Caen et manque le reste de la saison. Lors de sa convalescence, il subit différentes complications, retardant son retour qu'il espérait pour avril 2017. Ainsi, un an plus tard, il n'a toujours pas repris la compétition, n'effectuant son retour dans le groupe angevin qu'à l'occasion des seizièmes de finale de la Coupe de la Ligue, face à Nancy, le 25 octobre 2017.

#### AJ Auxerre
Lors du dernier jour du mercato estival 2018, le 31 août, il rejoint Auxerre en compagnie de son coéquipier Mathieu Michel alors que Zacharie Boucher est prêté au SCO dans le sens inverse.
Le 26 juin 2019, il est annoncé dans le groupe de l'UNFP, équipe qui permet à des footballeurs professionnels au chômage de faire une préparation physique correcte et d'effectuer plusieurs matchs amicaux contre des équipes professionnelles.

#### SO Cholet
Le 20 novembre 2019, il rejoint le Cholet alors que l'équipe évolue en National. Lors de ses cinq premières rencontres, il inscrit cinq buts et délivre une passe décisive. Néanmoins, ses performances ne permettent pas à son équipe de s'imposer, celle-ci ne remportant qu'une seule de ces rencontres. Son aventure à Cholet prend fin prématurément, le championnat étant arrêté début mars à cause de la pandémie de Covid-19.

#### USL Dunkerque
Son expérience convaincante à Cholet persuade Dunkerque, promue en Ligue 2, de le recruter le 27 mai 2020. Il s'engage officiellement avec le club nordiste pour un contrat de deux ans le 1er juillet 2020. Il quitte le club en janvier 2022.

#### Sri Pahang
Près de deux semaines après sa résiliation de contrat avec Dunkerque, il s’est engagé avec le club de Sri Pahang, basé dans la ville de Kuantan, en Super League de Malaisie. Il a fait ses débuts le 6 avril 2022 lors d'un match contre Kedah Darul Aman et a été licencié par le club après seulement quatre mois.

### Carrière en sélection
Né de parents réfugiés laotiens qui ont fui en France dans les années 1980, Ketkeophomphone a exprimé son intérêt à représenter le Laos à l'international. En 2021, il est appelé avec l'équipe laotienne pour l'AFF Suzuki Cup 2021 (en). Ketkeophomphone a fait ses débuts pour le Laos le 6 décembre 2021 lors de la première journée des phases de groupes de l'AFF Suzuki Cup 2021 (en) contre le Vietnam.

## Statistiques
| Saison                | Club                  | Championnat           | Championnat | Championnat | Coupe nationale | Coupe nationale | Coupe de la Ligue | Coupe de la Ligue | Total | Total |
| Saison                | Club                  | Division              | M.          | B.          | M.              | B.              | M.                | B.                | M.    | B.    |
| 2009-2010             | RC Strasbourg         | Ligue 2               | 1           | 0           | 2               | 1               | -                 | -                 | 3     | 1     |
| 2010-2011             | RC Strasbourg         | National              | 29          | 5           | 6               | 6               | 1                 | 0                 | 36    | 11    |
| Sous-total            | Sous-total            | Sous-total            | 30          | 5           | 8               | 7               | 1                 | 0                 | 39    | 12    |
| 2011-2012             | FC Sion               | Super League          | 1           | 0           | 1               | 0               | -                 | -                 | 2     | 0     |
| 2011-2012             | Tours FC              | Ligue 2               | 14          | 1           | -               | -               | -                 | -                 | 14    | 1     |
| 2012-2013             | Tours FC              | Ligue 2               | 19          | 1           | 1               | 0               | 2                 | 2                 | 22    | 3     |
| 2013-2014             | Tours FC              | Ligue 2               | 34          | 10          | 1               | 0               | 4                 | 1                 | 39    | 11    |
| 2014-2015             | Tours FC              | Ligue 2               | 34          | 8           | 4               | 2               | 1                 | 0                 | 39    | 10    |
| Sous-total            | Sous-total            | Sous-total            | 101         | 20          | 6               | 2               | 7                 | 3                 | 114   | 25    |
| 2015-2016             | SCO Angers            | Ligue 1               | 35          | 5           | 2               | 1               | 1                 | 0                 | 38    | 6     |
| 2016-2017             | SCO Angers            | Ligue 1               | 5           | 1           | 0               | 0               | 0                 | 0                 | 5     | 1     |
| 2017-2018             | SCO Angers            | Ligue 1               | 13          | 0           | -               | -               | 3                 | 0                 | 16    | 0     |
| Sous-total            | Sous-total            | Sous-total            | 53          | 6           | 2               | 1               | 4                 | 0                 | 59    | 7     |
| 2018-2019             | AJ Auxerre            | Ligue 2               | 13          | 0           | -               | -               | 1                 | 0                 | 14    | 0     |
| 2019-2020             | SO Cholet             | National              | 12          | 5           | 1               | 0               | -                 | -                 | 13    | 5     |
| 2020-2021             | US Dunkerque          | Ligue 2               | 21          | 3           | 1               | 0               | -                 | -                 | 22    | 3     |
| 2021-2022             | US Dunkerque          | Ligue 2               | 3           | 0           | -               | -               | -                 | -                 | 3     | 0     |
| Sous-total            | Sous-total            | Sous-total            | 24          | 3           | 1               | 0               | -                 | -                 | 25    | 3     |
| 2022                  | Pahang FA             | Liga Super            | 4           | 0           | 1               | 0               | -                 | -                 | 5     | 0     |
| Total sur la carrière | Total sur la carrière | Total sur la carrière | 238         | 39          | 20              | 10              | 13                | 3                 | 271   | 52    |